# Marthana affinis
Marthana affinis is een hooiwagen uit de familie Sclerosomatidae.